# Walter Burle Marx
Walter Burle Marx (São Paulo, Brasil, 23 de julho de 1902 - Akron, EUA, 1 de dezembro de  1990) foi um pianista, maestro e compositor brasileiro.  Ainda no Brasil, estudou piano com Luigi Chiaffarelli e Henrique Oswald e, após partir com a família para a Europa, estudou piano em Berlim com Heinrich Barth, que havia sido professor do renomado pianista Arthur Rubinstein. Na Europa, Burle Marx frequentou diversos cursos de composição, orquestração e regência . Na década de 1930 fundou a Orquestra Filarmônica do Rio de Janeiro e foi o primeiro professor de um curso superior de regência no Brasil, no Instituto Nacional de Música, atual Escola de Música da UFRJ.

## O pianista (1913-1932)
Burle Marx iniciou sua carreira como pianista muito cedo, aos 10 anos de idade, ainda sob tutela do professor Chiaffarelli em São Paulo. Sua estreia em eventos de maior porte se deu aos 12 anos de idade, quando tocou no Rio de Janeiro para uma plateia de cerca de 700 pessoas, recebendo críticas favoráveis em periódicos brasileiros e alemães . 
Walter continua seu desenvolvimento como instrumentista sob orientação de Henrique Oswald e, em 1914, o pianista e crítico musical Oscar Guanabarino o descreve como " (...) uma grande promessa. Ele é um pequeno artista: seu temperamento é bem acentuado e direcionado, se tornará uma pedra preciosa" . Até 1919, Walter apresentou-se em São Paulo, Rio de Janeiro e Recife. A coletânea de anúncios e programas de concerto de seus primeiros anos como pianista encontra-se atualmente na Biblioteca Nacional. 
Entre 1925 e 1926, realizou concertos em diversos países da Europa, como Alemanha, Itália, França e Áustria, destacando-se como jovem pianista virtuoso, de notável técnica e expressão  . 
Em 1930, de volta ao Brasil, apresentou-se no Rio de Janeiro e em São Paulo. Neste último recital, encontrava-se presente Heitor Villa-Lobos. Concluindo seus anos como pianista, em 1932 Burle Marx apresenta-se no Rio de Janeiro juntamente com a Orquestra Filarmônica do Rio de Janeiro, da qual foi fundador.

## O maestro (1930-1949)
Embora contra a vontade da família - que preferia que se dedicasse exclusivamente à carreira de pianista - Walter decide, ainda na Europa, iniciar seus estudos em composição e regência . Estudou composição com E. N. Reznicek e regência com Felix Weingartner. 
De volta ao Brasil em 1930, estreia como regente no Teatro Lírico à frente da Orquestra do Centro Musical do Rio de Janeiro . Neste período, diante da falta de uma orquestra permanente no país, Marx funda a Orquestra Filarmônica do Rio de Janeiro, com estreia em 1931. No repertório, a obra de seu ex-professor Henrique Oswald "Andante e Variações", demonstrando sua preocupação em divulgar a música nacional . Frente à orquestra, dirigiu uma temporada de 10 concertos com renomados solistas como Arthur Rubinstein e Guiomar Novaes, entre outros, mesclando repertórios internacionais e brasileiros, com obras de Chopin, de seu ex-professor Reznicek e de Villa-Lobos . Também estreou cerca de 60 obras em terras brasileiras, entre elas a 9ª Sinfonia de Beethoven , o Bolero de Ravel e obras de compositores nacionais, entre eles Villa-Lobos, Francisco Mignone, Camargo Guarnieri e José Maurício Nunes Garcia. Infelizmente, a orquestra teve curta existência, com apenas 53 concertos no total.
No período entre 1931 e 1935, Walter tornou-se internacionalmente conhecido como maestro, sempre prestigiando a música brasileira e das Américas. Realizou 11 concertos no Chile e na Argentina.
A partir de 1933, na Europa, realizou gravações para a Telefunken e regeu diversas orquestras alemãs, entre elas a Filarmônica de Berlim. No ano seguinte, de volta ao Brasil, é recebido com homenagens pela Academia Brasileira de Música, que o destaca como magnífico embaixador da música brasileira .
Entre 1935 e 1942, Burle Marx dirige algumas orquestras norte-americanas como regente-convidado, entre elas a Orquestra Filarmônica de Nova Iorque, a Sinfônica Nacional de Washington e a Orquestra Sinfônica da NBC, estreando obras de diversos compositores brasileiros como Carlos Gomes e Alberto Nepomuceno, entre outros .
Em 1939 é escolhido como diretor de música do pavilhão da Feira de 1939 em Nova Iorque, onde regeu a Filarmônica de Nova Iorque estreando obras de Villa-Lobos e Camargo Guarnieri, além de algumas de suas próprias composições . De volta ao Brasil em 1946, foi indicado para ocupar o cargo de diretor do Theatro Municipal do Rio de Janeiro, entre 1947 e 1949. Sua última apresentação como maestro no Brasil foi em 1975, aos 73 anos de idade, quando apresentou-se no Theatro Municipal do Rio de Janeiro e na Sala Cecília Meireles .

## O compositor (1932-1988)
Embora tenha se iniciado em composição musical em 1932, foi a partir de 1934 que Walter passou a dedicar-se com mais entusiasmo . Foi aceito como artista-residente durante o verão de 1935 na McDowell Colony, a mais antiga colônia de artistas-residentes dos Estados Unidos, um retiro para artistas, escritores, músicos e dançarinos, patrocinada por diversas organizações filantrópicas. Walter esteve na colônia diversas vezes durante sua vida, nos anos de 1935, 1936, 1942, 1970 (quando compôs sua 4ª Sinfonia), 1980, 1981, e durante o período entre 1983 a 1986, quando escreveu diversas de suas composições . 
Após finalizar o período no Brasil como diretor do Theatro Municipal (1947-1949), decide fixar-se definitivamente nos Estados Unidos, quando então dedica-se à composição e ao ensino, tornando-se professor da Settlement Music School, na Filadélfia, entre os anos de 1952 e 1977 .
Suas criações foram frequentemente inspiradas por fontes brasileiras, sendo ele próprio fascinado pelo Candomblé , mas somente nos últimos cinco anos de sua vida alcançaram o devido reconhecimento, em parte devido à criação da Burle Marx Musical Society, por amigos e entusiastas de sua música . Em 1991, recebeu homenagem póstuma da cidade da Filadélfia, em reconhecimento por sua atuação.
Seu repertório inclui música orquestral, com destaque para a Fantasia sobre o Thema do Hymno Nacional do Brasil e 4 Sinfonias, além de peças para instrumentos solo, música de câmara, transcrições para piano e música vocal.
Lista de obras disponível em 